# Marian Menden
Marian Menden (30 luglio 2001) è un giocatore di football americano tedesco che gioca come wide receiver per i Saarland Hurricanes.